# Duitse Arbeiderspartij (Oostenrijk-Hongarije)
De Duitse Arbeiderspartij (Duits: Deutsche Arbeiterpartei, afgekort DAP) was een politieke partij in Oostenrijk-Hongarije vóór de Eerste Wereldoorlog (van 1903 tot 1918). Met een nationalistische ideologie kwam ze op voor de etnische Duitsers in Bohemen. 

## Geschiedenis
De DAP werd gesticht op 14 november 1903 in Aussig, tegenwoordig Ústí nad Labem. De oprichters waren Karl Hermann Wolf, een aanhanger van Georg von Schönerer, en Ferdinand Burschofsky. 
Het partijprogramma was gebaseerd op Pan-Germanisme en was fel anti-Slavisch, anti-katholiek, anti-marxistisch en anti-kapitalistisch. De DAP verweet de Oostenrijkse sociaaldemocraten dat ze de levensstandaard van de geschoolde Duitse werkkrachten neerwaarts zouden willen nivelleren tot die van de "achterlijke" Slaven. De Tsjechen werden door de DAP minachtend omschreven als Halbmenschen. De partij voerde agressief campagne voor meer Lebensraum. 
Bij de verkiezingen voor de keizerlijke raad in 1905 en 1911 behaalde de DAP drie zetels. Hans Knirsch werd in 1912 gekozen tot parlementsvoorzitter. Bij het opbreken van het Oostenrijks-Hongaarse keizerrijk aan het einde van de Eerste Wereldoorlog splitste ook de partij op. Walter Riehl kreeg de leiding over het Oostenrijkse deel van de partij, die werd omgedoopt tot de Deutsche Nationalsozialistische Arbeiterpartei (DNSAP). Knirsch werd de voorzitter van de Tsjechoslowaakse DNSAP, een voorloper van de Sudeten-Duitse Partij. De erfgenamen van de DAP gingen uiteindelijk op in Hitlers NSDAP.